# Maurice Van Cauwelaert
Maurice A. Van Cauwelaert (7 mei 1905 – ?) was een Belgische architect, gevestigd in Brussel. Zijn oeuvre is ook vooral in Brussel en omgeving te vinden. Hoewel zijn vroegere werk hints van art deco had, waren zijn ontwerpen vanaf de jaren 1930 modernistisch. Diverse van zijn werken staan op Brusselse en Vlaamse erfgoedlijsten.
Zijn bekende Villa Woudrand wordt tot Stijl 58 gerekend, een beweging die vorm kreeg bij de Expo 58 en het modernisme een menselijk gezicht wilde geven door decoratie toe te laten.

## Oeuvre

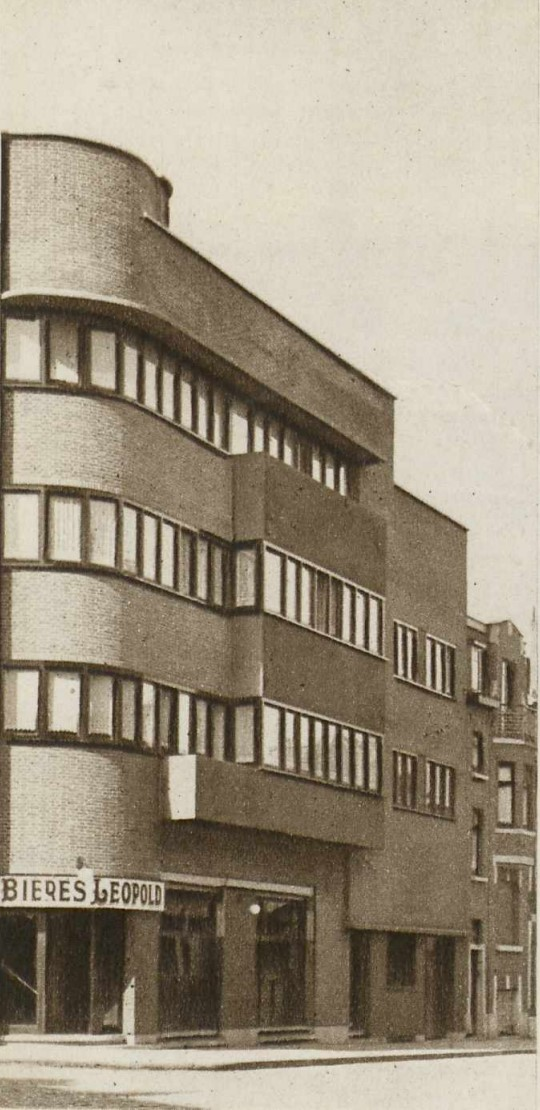
Woongebouw met café (1930)

Van Cauwelaerts oeuvre bevat nieuwbouw, restauraties en verbouwingen:

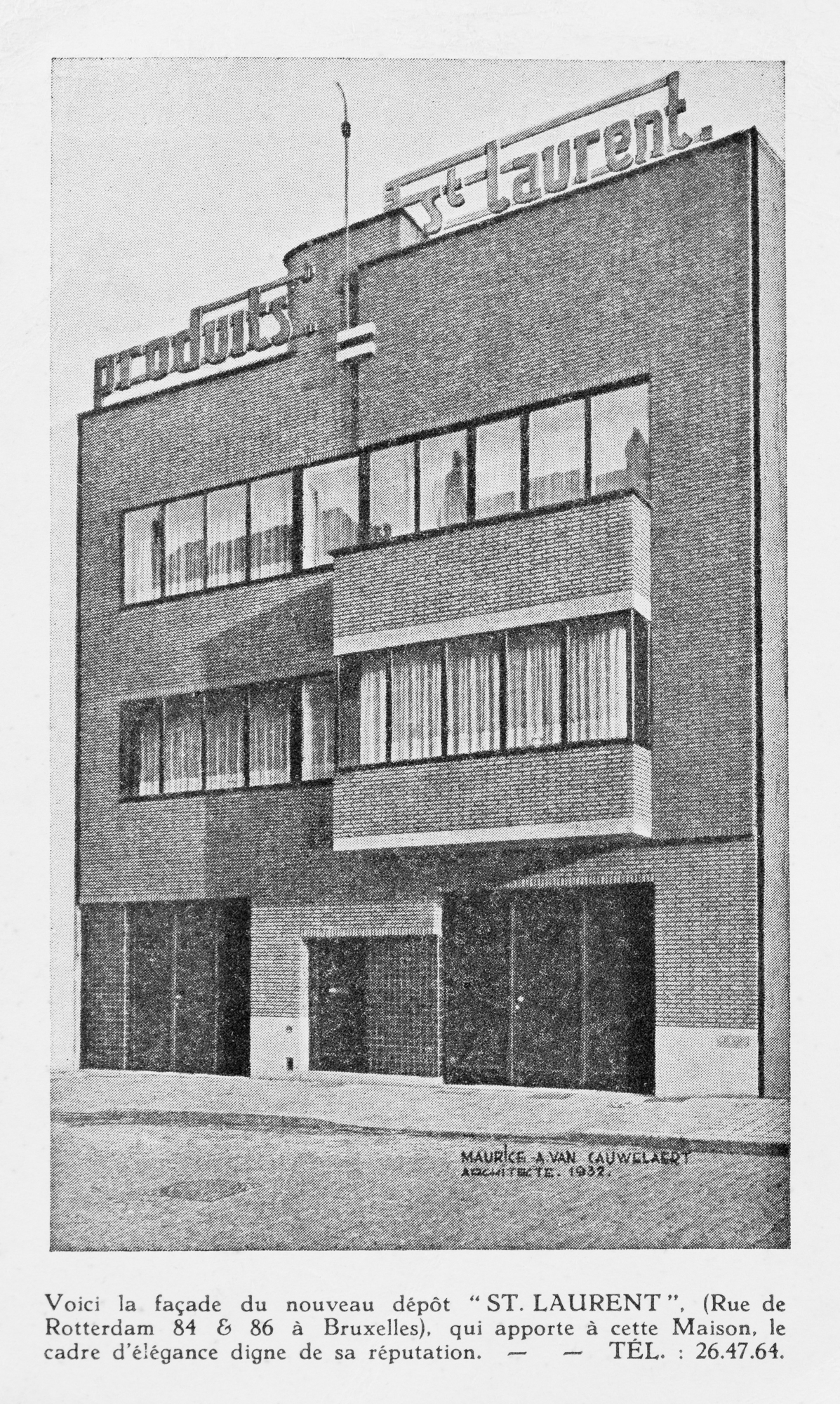
Bureau van St-Laurent, De Vreese - Van Loo, in Brussel, 1932.

- 1928: Timmermansstraat 69, Vorst (Brussel). Middenstandswoning in Art deco-stijl.[3][4]
- 1928: Laure 115, Berchem.[5]
- 1930: Jette 149, Koekelberg (Brussel). Dit pand, dat tot 1960 een café huisvestte, is uit donker baksteen opgetrokken en steekt boven de omringende bebouwing uit. De gevel is eenvoudig en geïnspireerd op Nederlandse voorbeelden.[6][7][8]
- 1932: St.-Laurent / Rotterdam 86, Molenbeek (Brussel). Een verkoopkantoor ontworpen voor De Vreese-Van Loo.[9]
- 1959: Villa Woudrand / Maison De Schrijder, Ukkel (Brussel). Woning in Stijl 58, een naoorlogse modernistische stijl.[10][11][12]
- 1960: Verbouwing van de onderbouw van Grand Hôtel G. Scheers, gelegen aan de Adolphe Maxlaan, Brussel. De onderbouw had oorspronkelijk rechthoekige openingen en een markante luifel en is door Cauwelaert verbouwd middels de invoeging van een mezanine voor een restaurant.[13][14]
- 1963: Parochiekerk Sint-Jan-Berchmans, Vilvoorde.[15]
- 1963 (ca.): Brouwerij van Ghlin, Ghlin. Een project in associatie met R. de Meyer, R. Boileau en J. Henri Labourdette.[16]
- 1978: Waterpomp Grimbergen. Een pomp van blauwe hardsteen, gereconstrueerd naar voorgaand 19e-eeuws model.[17]
- 1980: Brouwerij De Stadskam, Grimbergen. Een dorpsbrouwerij uit circa 1703 waarvan Cauwelaert in 1980 de voorgevel gerestaureerd heeft.[18]